# Rollinsia
Rollinsia es un género de fanerógamas perteneciente a la familia Brassicaceae. Comprende una especie. 
Está considerado un sinónimo del género Dryopetalon A. Gray